# Danny Bawa Chrisnanta
Danny Bawa Chrisnanta (* 30. Dezember 1988 in Salatiga) ist ein singapurischer Badmintonspieler indonesischer Herkunft. 

## Karriere
Danny Bawa Chrisnanta startete seine sportliche Laufbahn in Indonesien, konnte größere sportliche Erfolge jedoch erst nach seinem Wechsel nach Singapur verzeichnen. So siegte er 2011 bei den St. Petersburg White Nights und den New Zealand Open. Bei den Vietnam Open 2011 wurde er Zweiter, gewann aber im Mixed die Singapur International zusammen mit Vanessa Neo Yu Yan.